# Demetrius Ward
Demetrius Eremias Ward (Detroit, Míchigan, 20 de agosto de 1990) es un baloncestista estadounidense que pertenece a la plantilla del Paderborn Baskets de la ProA, la segunda división alemana. Con 1,88 metros de estatura, juega en la posición de base.

## Trayectoria deportiva

### Universidad
Jugó cuatro temporadas con los Broncos de la Universidad de Míchigan Occidental, en las que promedió 7,9 puntos, 3,4 rebotes y 1,8 asistencias por partido. En 2011 fue incluido en el segundo mejor quinteto de la Mid-American Conference.

### Profesional
Tras no ser elegido en el Draft de la NBA de 2012, en enero de 2013 firmó su primero contrato profesional con el MTV Herzöge Wolfenbüttel de la ProB, la tercera división del baloncesto alemán. Allí disputó seis temporadas, llegando incluso a descender a la Regionalliga en la temporada 2014-15, en la que acabó ejerciendo como capitán, y además como jugador-entrenador, logrando el ascenso de nuevo ese mismo año, tras perder sólo dos partidos, y siendo homenajeados por el alcalde de la ciudad declarándoles "Equipo del Año". En la temporada 2016-17 acabó promediando 19,0 puntos, 6,4 rebotes y 4,2 asistencias por partido, aabando en el séptimo puesto entre los máximos anotadores de la liga.
En junio de 2018 dio el salto a la ProA, al fichar por el Paderborn Baskets.